# 恩里基略 (巴拉奧納省)
17°54′N 71°14′W / 17.900°N 71.233°W
恩里基略（西班牙語：Enriquillo），是多明尼加共和國的城鎮，位於該國西南部，由巴拉奧納省負責管轄，面積354.1平方公里，人口10,254，人口密度每平方公里29人。